# Cotton-Eyed Joe
Cotton-Eyed Joe (также Cotton Eye Joe; англ. — «Джо с заплывшими глазами») — американская кантри-песня, известная в различных версиях в США и Канаде. После того, как в 1994 году её записала шведская группа Rednex, песня стала всемирно популярной.

## История
Точное время происхождения песни неизвестно, хотя предположительно относится к Гражданской войне в США. Что песня, что танцы под неё имеют множество вариантов. Одна из версий, записанная Дороти Скарборо (англ. Dorothy Scarborough), была записана и опубликована в 1925 году Скарборо отметила, что эта песня широко известна на юге (где широко популярна до сих пор), и была отправлена ей разными людьми.
Спустя время, песня начала исполняться в темпе джиг и полек.
Одна из дискографий насчитывает 134 записанные версии песни, начиная с 1950 года.
Варианты объяснения словосочетания «cotton-eyed» (хлопкоглазый) включают в себя: контраст между белым глазным яблоком и тёмной кожей негров, глаукому, изменение цвета глаз у употребившего метиловый спирт и т. п.
Одну из версий одноимённого танца можно найти в «Энциклопедии общественных танцев» издания 1975 года.

## Версия Rednex
В 1994 году шведская группа Rednex записала Cotton Eye Joe для своего альбома Sex & Violins, комбинируя семплы, синтезаторы и народные инструменты — такие, как банджо, фиддл и губную гармошку. В 2002 году в рамках альбома The Best of the West ими же была выпущена кантри-версия.

### Рейтинги
Журнал Blender присудил песне 38-е место в рейтинге из пятидесяти худших песен из когда-либо существовавших, однако песня попала во многие чарты.
| Чарт (1994/95)                              | Высшая позиция |
| ------------------------------------------- | -------------- |
| Australian ARIA Singles Chart               | 8              |
| Austrian Singles Chart                      | 1              |
| Canadian Singles Chart                      | 10             |
| Dutch Top 40                                | 1              |
| French SNEP Singles Chart                   | 10             |
| German Singles Chart                        | 1              |
| Irish Singles Chart                         | 2              |
| New Zealand RIANZ Singles Chart             | 1              |
| Norwegian Singles Chart                     | 1              |
| Swedish Singles Chart                       | 1              |
| Swiss Singles Chart                         | 1              |
| UK Singles Chart                            | 1              |
| USU.S. Billboard Hot 100 [ 14 ]             | 25             |
| USU.S. Billboard Hot Dance Club Play [ 14 ] | 5              |
| USU.S. Billboard Top 40 Mainstream [ 14 ]   | 30             |
| Чарт (2002)                                 | Высшая позиция |
| Austrian Singles Chart                      | 32             |

| Год 1994                 | Место   |
| ------------------------ | ------- |
| Austrian Singles Chart   | 7       |
| Dutch Top 40             | 9       |
| На начало года (1995)    | Позиция |
| Australian Singles Chart | 34      |
| Austrian Singles Chart   | 10      |
| French Singles Chart     | 50      |
| Swiss Singles Chart      | 10      |
| U.S. Billboard Hot 100   | 93      |

| Страна      | Сертификация | Дата       | Продажи   |
| ----------- | ------------ | ---------- | --------- |
| Austria     | Платина      | 1994-12-12 | 30,000    |
| Germany     | 2 x платина  | 1995       | 1,000,000 |
| Netherlands | Золото       | 1994       | 40,000    |
| Norway      | 2 x Платина  | 1995       | 80,000    |
| Sweden      | Платина      | 1994-10-10 | 20,000    |
| Switzerland | Платина      | 1995       | 50,000    |
| UK          | Платина      | 1995-02    | 600,000   |
| U.S.        | Золото       | 1995-09-05 | 500,000   |